# Яхты в море
«Я́хты в мо́ре» (эст. Jahid merel) — приключенческий художественный фильм, снятый режиссёром Михаилом Егоровым в 1955 году на киностудии «Таллинфильм» о разоблачении шпионов в одном из яхт-клубов.
Первый показ картины в Таллине состоялся 26 декабря 1955 года, на экраны СССР фильм вышел 23 июля 1956 года в дублированной версии.

## Сюжет
Об истории разоблачения шпиона в одном из яхт-клубов в Советской Эстонии, бдительности советских людей, идеологических убеждениях и моральных принципах молодёжи.

Молодой спортсмен Юхан, поссорившись с тренером яхтклуба «Чайка» Алусом, вынужден перейти в соседний клуб «Руль», которым руководит демобилизованный морской офицер Рауд. В «Руле» собирается много способных спортсменов. И это беспокоит Алуса, который боится, что в предстоящих соревнованиях его клуб может проиграть «Рулю». Самолюбивого Алуса ловко обрабатывает матёрый шпион Петер, устроившийся на работу в качестве мастера-лодочника. Во время соревнований Юхану удаётся обогнать Алуса, но в самый критический момент на яхте Юхана ломается мачта, подпиленная Петером. Алус приходит первым. Петер приглашает огорчённого Юхана в бар и предлагает захмелевшему юноше выйти на яхте в море и передать людям с неизвестого парусника письмо, содержащее секретные сведения. Юхан отказывается и уходит из бара. Петер и Алус преследуют его, но по ошибке убивают не Юхана, а тренера Рауда. Бандиты пытаются убежать за границу, но Юхан на своей яхте догоняет их и с помощью пограничников задерживает.
— Советские художественные фильмы. Аннотированный каталог. Том II. 1961

## В ролях
- Рейно Арен — Юхан (озвуч. В. Рождественский)
- Рут Пераметс — Лайне (озвуч. К. Кузьмина)
- Каарел Карм — Петер (озвуч. В. Кенигсон)
- Олев Эскола — Пауль Алус (озвуч. В. Сошальский)
- Эндель Нымберг — Рауд, капитан-лейтенант (озвуч. А. Шешко)
- Ыйэ Орав — Карин (озвуч. З. Толбузина)
- Эви Рауэр-Сиккель — мать Юхана (озвуч. А. Фуксина)
- Лембит Раяла  — Карл Оксман
- Валдеко Ратассепп — шпион
- Арво Круусемент — парикмахер
- Рудольф Нууде — Бобров
- Кальё Кийск — Хейно
- Альфред Кютт
- Аксел Орав — капитан пограничной охраны
- Арно Суурорг — радиорепортёр